# Chrysometa bella
Chrysometa bella este o specie de păianjeni din genul Chrysometa, familia Tetragnathidae. A fost descrisă pentru prima dată de Banks, 1909.
Este endemică în Costa Rica. Conform Catalogue of Life specia Chrysometa bella nu are subspecii cunoscute.